# Ontwikkelingscyste
Een ontwikkelingscyste is een soort dentale cyste. De ontwikkelingscyste ontwikkelt zich steeds voort met voeding.
Er bestaan vier soorten ontwikkelingscystes:
- Gingivale cyste
- Teratoom en epidermoïde cyste
- Branchiale cyste
- Keratocyste